# 伊利亚诺
伊利亚诺（義大利語：Igliano），是意大利库内奥省的一个市镇。总面积3平方公里，人口87人，人口密度29.0人/平方公里（2009年）。ISTAT代码为004102。